# Propagande (livre)
Pour les articles homonymes, voir Propagande (homonymie) et Propaganda.
Propagande (titre original, Propaganda) est un livre écrit par Edward L. Bernays en 1928, qui a beaucoup influencé la littérature des sciences sociales et celle de la manipulation psychologique par un travail sur les techniques de la communication publique. Bernays a écrit ce livre pour expliciter certaines de ses œuvres précédentes, telles que La Cristallisation de l'opinion publique (1923) et Relations publiques de l'avocat (1927). Propagande explore la psychologie en tant que moyen utilisé pour la manipulation des masses et l'utilisation de la symbolique de l'action et de la propagande pour influencer la politique, afin de provoquer des changements sociaux. Walter Lippmann a été le mentor non reconnu de Bernays et son ouvrage Le Fantôme public (The Phantom Public, 1925) a grandement influencé les idées exprimées dans Propagande, publié trois ans plus tard. La publication de ce livre a fait que Bernays est considéré par les historiens des médias comme le « père des relations publiques. »

## Synopsis
Les chapitres un à six abordent la relation complexe entre la psychologie humaine, la démocratie et les sociétés. La thèse de Bernays est que des personnes « invisibles » qui créent le savoir ordinaire, le sens commun, au moyen de la propagande, dominent les masses avec le pouvoir de façonner les pensées, les valeurs et la réponse citoyenne ; « l'ingénierie du consentement » des masses serait vital pour la survie de la démocratie. Bernays explique :
« La manipulation consciente et intelligente des actions et des opinions des masses est un élément important dans une société démocratique. Ceux qui manipulent ce mécanisme invisible de la société, constituent un gouvernement invisible qui est le vrai pouvoir dans notre pays. Nous sommes gouvernés, nos esprits sont formés, nos goûts éduqués, nos idées suggérées, en grande partie par des hommes, dont nous n'avons jamais entendu parler. »
Bernays développe cet argument dans le domaine économique, tout en appréciant l'impact positif de la propagande au service du capitalisme.
« Une seule usine, potentiellement capable de fournir un continent tout entier, ne peut pas se permettre d'attendre que le public soit en phase avec son produit. L'entreprise doit être constamment en contact, par le biais de la publicité et de la propagande, avec le grand public, afin d'assurer qu'une demande continue de la part du public puisse rentabiliser ses équipements coûteux. »
Bernays accorde une grande importance aux propagandistes, ainsi qu'il se voit lui-même, capables de générer les désirs et motivations des individus, au-delà de la raison pour laquelle un individu pense avoir été motivé. Il affirme : « les pensées et les actions de l'être humain sont des mesures compensatoires et des substituts aux désirs qu'il a été obligé de supprimer. » Bernays suggère que la propagande peut devenir de plus en plus efficace et influente à travers la découverte des motivations cachées du public. Il affirme que la réponse émotionnelle intrinsèquement présente dans la propagande, limite la capacité de choisir de l'auditoire par la création d'une mentalité binaire, ce qui peut entraîner des réponses plus rapides, et plus enthousiastes. Les cinq derniers chapitres rappellent les principes exprimés plus avant dans le livre et présentent des études de cas pour savoir comment utiliser la propagande pour faire progresser les droits des femmes, l'éducation et les services sociaux.

## Résumé par chapitres
Chapitre 1 : organiser le chaos
Dans ce chapitre 1er , Bernay explique que, si chacun décidait d’imposer ses pensées et ses désirs, cela engendrerait un chaos total.
C’est pourquoi un groupe de personnes, le « gouvernement invisible » se chargent d’analyser et proposer des idées pour la bonne marche de la société.
Chapitre 2 : la nouvelle propagande
Dans ce 2e  chapitre, Bernay rappelle que l’apparition du suffrage universel direct et la généralisation de l’instruction, ont permis au peuple de reprendre le pouvoir. Pour encore influencer la population, les gouvernants usent de la propagande.
Si dans notre société actuelle, le mot « propaganda » est souvent connoté négativement (tromper), le standard dictionnary nous apprend qu’au départ il désignait simplement une congrégation (collège) de cardinaux, instituée en 1626 à Rome pour assister et surveiller les missions étrangères, avant de désigner tout procédé ou toute institution voulant propager une doctrine ou un système. 
Aujourd’hui, il est devenu le moyen pour influencer ou contrôler l’opinion. 
Chapitre 3 : les nouveaux propagandistes
Dans ce 3e  chapitre, Bernay précise que si l’on entreprenait une action de dresser la liste de ceux qui nous influencent, on se retrouverait avec plusieurs milliers de noms. 
Le conseiller en relations publiques (propagandiste) est apparu avec la volonté des autorités ou des entreprises à modeler l’opinion publiques à sa guise. Il utilise tous les moyens de communications possibles pour faire porter une idée à l’opinion. Il doit parvenir à créer une confiance entre son employeur et ses clients. Il peut se retrouver dans le gouvernement, les entreprises, les musées, etc…
La profession a son propre code moral : honnêteté, sincérité, loyauté, etc. 
Chapitre 4 : la psychologie des relations publiques
Dans ce 4e  chapitre, Bernay nous informe que l’étude systématique de la psychologie des foules à mis à jour le potentiel que représente pour le gouvernement invisible la manipulation des mobiles qui guident l’action humaine dans un groupe. Il s’est notamment basé sur les travaux des  psychologues de l’école de Freud qui ont montré que nos pensées et nos actions sont des substituts compensatoires des désirs que nous avons dû refouler.
Il rappelle aussi que l’étude de la psychologie collective est encore loin d’être une science exacte et que les mystères de la motivation humaine n’ont pas tous été révélés, toutefois il précise que l’agent des relations publiques peut influencer la psychologie de l’opinion en tout cas jusqu’à un certain niveau en mettant en alliance la théorie et la pratique.
Chapitre 5 : l’entreprise et le grand public
Dans ce 5e chapitre Bernay nous rappelle qu’au départ, la vente de produits était ce qui liait les clients et l’entreprise. Par la suite, les entreprises ont compris qu’il fallait absolument vendre leur image, c’est-à-dire jouir d'une bonne réputation.
Par exemple, un industriel va mettre en avant le respect qu’il accorde à ses employés.
Les entreprises engagent des propagandistes qui vont leurs préconiser les différentes démarches à suivre pour influencer l’opinion. 
Chapitre 6 : la propagande et l’autorité publique :
Dans ce  6e chapitre, Bernay estime que l’homme politique ne se sert pas assez de la propagande. Lorsqu’il se présente à une élection, il est souvent incompris, car les méthodes utilisées sont archaïques.   
Pour s’adresser à son public, le politique met en avant sa personnalité et non la pertinence de son programme. A la différence d’un industriel qui va plutôt mettre avant son produit plutôt que sa personne.   
Par exemple, Henry Ford, fondateur du constructeur automobile « Ford » s’est fait un nom grâce à sa production.
Chapitre  7 : la propagande et les activités féminines
Dans ce 7e chapitre, Bernay démontre que les femmes sont plus puissantes lorsqu’elles sont organisées et usant de la propagande. Le droit de vote des femmes a été obtenu grâce à des associations féminines. 
Beaucoup de lois de protection sociale ont été aussi obtenu grâce aux organisations des femmes (les journées de 8h, la protection maternelle infantile, etc.)
Chapitre 8 : la propagande au service de l’éducation
Dans ce 8e chapitre, Bernay estime que l’éducation n’obtient pas l’importance qu’elle mériterait. Les journaux accordent moins de place à l’instruction dans leurs différentes pages, l’opinion ne se mobilise pour elle que de manière épisodique.
Ce manque d’attention est souvent dû soit à une mauvaise image de l’institution soit c’est la communication avec le public qui est mauvaise, ou alors ce sont des problèmes liés à l’organisation interne. 
Dans tous les cas, la solution relève des compétences d’un propagandiste.  
Chapitre 9 : la propagande et les œuvres sociales
Dans ce 9e chapitre, Bernay rappelle que les leaders des grands mouvements sociaux furent parmi les premiers à user de la propagande. Pour la lutte contre les discriminations, les campagnes contres des maladies comme la tuberculose, la propagande a été un outil majeur pour atteindre les objectifs fixés.
Par exemple aux USA pour la lutte contre les discriminations raciales, les leaders sociaux ont d’abord choisi le sud du pays pour prendre à contrepied les conceptions sudistes traditionnelles. Ensuite ils ont invité des leaders d’opinions pour véhiculer les différents messages du congrès. 
A l’issue du congrès, les éditoriaux du sud exprimèrent fidèlement le sentiment général dans les journaux. 
Chapitre 10 : art et science :
Dans ce 10e chapitre, Bernay nous apprend que la propagande joue un rôle important dans l’éducation artistique du peuple américain.
Beaucoup d’entreprises capitalisent le plus souvent sur leurs valeurs, les industriels des arts eux capitalisent sur le beau pour s’offrir un grand marché et faire d’énormes bénéfices.
Bernay informe que parmi les institutions artistiques, ce sont les entreprises des musées qui pâtissent le plus de carence de leur propagande. La plupart des musées ont aujourd’hui la réputation de n’être que des morgues alors qu’ils devraient au contraire se vouloir les guides et les éducateurs de la vie esthétiques de la communauté.   
Ce qui vaut pour l’art vaut également pour la science, pure ou appliquée. 
Il ajoute également que la science pure fut longtemps protégée et couvée par des sociétés et des industriels qui mettent beaucoup de moyens pour les recherches afin d’aboutir à des découvertes.
Chapitre 11 : mécanismes de la propagande   
Dans ce 11e et dernier chapitre, Bernay nous apprend que toutes les formes de communication humaine peuvent servir à la propagande mais le propagandiste doit toujours savoir s’adapter car elles changent.  
Il ajoute que l’opinion publique prend progressivement conscience de la propagande, elle ne se montrera donc réceptive qu’à des annonces raisonnables allant dans le sens de ses intérêts.
Les informations transmises par le propagandiste aux médias doivent être sourcées et relatées avec exactitude pour éviter que les  médias ne censurent le message.
Pour terminer, il nous informe que la propagande ne cessera jamais d’exister, les esprits intelligents doivent comprendre qu’elle leur offre l’outil moderne dont ils doivent se saisir à des fins productives, pour créer de l’ordre à partir du chaos.  

## La réception et l'impact
Malgré l'importance évidente de cet essai dans l'histoire récente des médias et pour les relations publiques modernes, il existe peu de critiques de l'œuvre. Curt Olsen, un spécialiste des relations publiques, soutient que le public a largement accepté la vision « positive » de la propagande telle que Bernays la présente, une acceptation qui a pourtant été mise à mal par le fascisme au cours de la Seconde Guerre mondiale. Olsen affirme également que la compétence en communication de Bernays lui a permis de remplacer dans le discours public des concepts connotés négativement tel que « l'endoctrinement » par des mots plus anodins comme « l'éducation ». Enfin, Olsen critique Bernays pour avoir préconisé que c'est une « facilité psychologique » pour la personne moyenne de n'avoir à répondre d'aucun fardeau pour ses propres actions, si elle est mise en présence de messages puissants. D'autre part, des écrivains tels que Marvin Olasky ont justifié les travaux de Bernays comme une tentative de tuer la démocratie, pour la sauver. En ce sens, la présence d'une élite sans visage, constitue la seule alternative plausible à la prise de pouvoir autoritaire. Les concepts présentés dans Propagande de Bernays et d'autres ouvrages ont permis de développer le premier « modèle bidirectionnel » des relations publiques, en utilisant des éléments des sciences sociales pour mieux former l'opinion publique. Bernays a justifié les relations publiques en tant que profession, en soulignant qu'aucun individu ou groupe n'avait un monopole sur la compréhension du monde. Selon l'expert en relations publiques Stuart Ewen, « ce que Lippmann a conceptualisé en termes théoriques, a été énoncé par Bernays en termes pratiques. Ses techniques sont maintenant essentielles à la création d'images publiques et de campagnes politiques. » Mario Vargas Llosa, prix Nobel de littérature en 2010, a consacré à Bernays et à "Propagande" les 15 premières pages de son roman "Temps sauvages" (Gallimard, 2021, pp. 17 à 32). Entré au service de la United Fruit Company, Bernays, explique Vargas Llosa, sut manipuler l'opinion américaine et guatémaltèque et orchestrer le coup d'État ayant renversé le gouvernement du Guatemala en 1954. L'ouvrage de Bernays était porté à la connaissance du public français dès 1962 par Jacques Ellul, auteur de "Propagandes" (chapitre sur la nécessité de la propagande, p.138 dans l'édition Economica, 2008). 